# Милино Село (Лукавац)
Милино Село је насељено мјесто у граду Лукавац, Босна и Херцеговина.

## Становништво
|             | 2013.        | 1991.        |
| Укупно      | 320 (100,0%) | 397 (100,0%) |
| Бошњаци     | 203 (63,44%) | 51 (12,85%)1 |
| Срби        | 58 (18,13%)  | 336 (84,63%) |
| Непознато   | 57 (17,81%)  | –            |
| Хрвати      | 2 (0,625%)   | –            |
| Југословени | –            | 5 (1,259%)   |
| Остали      | –            | 5 (1,259%)   |

1. 1 На пописима од 1971. до 1991. Бошњаци су пописивани углавном као Муслимани.